# Metroid Prime 2: Echoes
| Mottagande               | Mottagande              |
| Samlingsbetyg            | Samlingsbetyg           |
| Tjänst                   | Betyg                   |
| ------------------------ | ----------------------- |
| Gamerankings             | 91,87% (69 recensioner) |
| Metacritic               | 92/100 (60 recensioner) |
| Recensionsbetyg          |                         |
| Publikation              | Betyg                   |
| 1UP.com                  | A                       |
| Computer and Video Games | 9,0/10                  |
| Eurogamer                | 9/10                    |
| Game Informer            | 9,5/10                  |
| Gamespot                 | 9,1/10                  |
| Gamespy                  | [ 8 ]                   |
| Gamesradar               | [ 9 ]                   |
| IGN                      | 9,5/10                  |

Metroid Prime 2: Echoes, känt i Japan som  Metroid Prime 2: Dark Echoes (メトロイドプライム2: ダークエコーズ Metoroido Puraimu Tsū: Dāku Ekōzu?), är ett actionspel i Metroid-serien som släpptes av Nintendo till Nintendo Gamecube. Det är en direkt uppföljare till Metroid Prime, och är det första Metroid-spelet som innehåller ett multiplayerläge.
Echoes var ett av spelen som var med i konstutställningen The Art of Video Games på Smithsonian American Art Museum under 2012.

## Handling
Spelet utspelar sig på planeten Aether, där en ras som heter Luminoth skördar och skyddar planetens naturliga ljus, som kallas Light of Aether. En dag kraschar en Phazonmeteorit in i planeten och delar den i två delar, en ljus värld och en mörk värld, kallad Dark Aether. I Dark Aether finns en annan ras vid namn Ing. Ing och Luminoth slåss om vilken del av planeten som ska förses med det naturliga ljuset, då det inte räcker till för att försörja båda delarna. Än så länge har Ing varit mest framgångsrika och tagit över tre av de fyra tempel, i vilka Luminoth lagrar ljusets energi. Tar de över det fjärde och sista templet kommer Luminoth att upphöra att existera.
Under tiden har Rymdpiraterna lyckats lokalisera planeten Aether, i hopp om att få ta del av den nu stora del av Phazon som finns där. Samus Aran blir då ditskickad för att undersöka planeten. Väl där stöter vår hjältinna på en varelse som går under namnet Dark Samus. Nu är det upp till Samus att hjälpa Luminoth att besegra Ing och lösa mysteriet med vem den mystiska Dark Samus är.